# Insektenstich

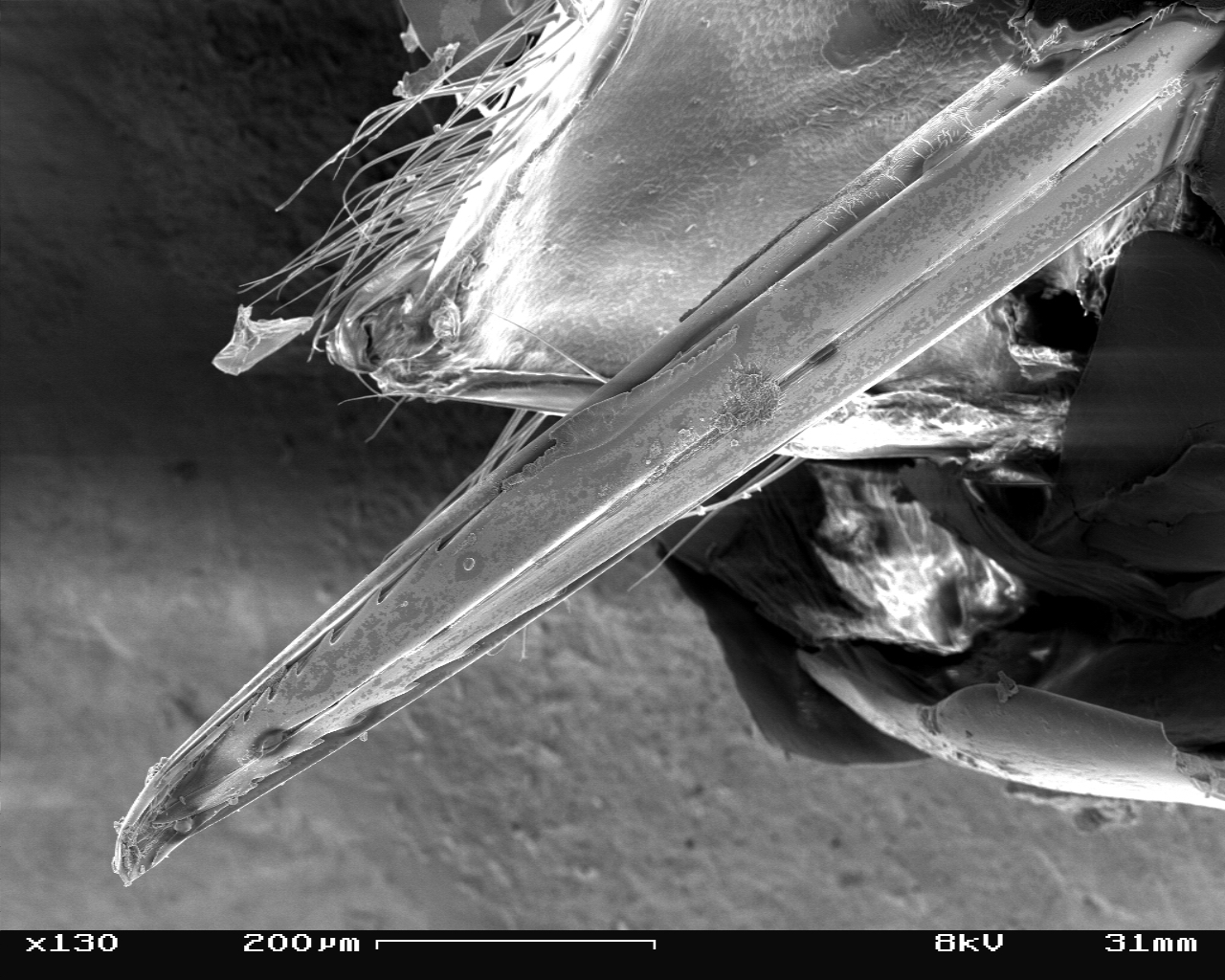
Wespenstachel im Rasterelektronenmikroskop

Ein Insektenstich oder Giftstich ist eine Abwehrhandlung von mit einem Giftstachel bewehrten Insekten, meist Hautflüglern wie etwa Honigbienen, Wespen und Hornissen, seltener auch Ameisen. Dabei wird dem Feind mit dem Stachel ein giftiges Sekret unter die Haut injiziert. Es kann sich um die unmittelbare Verteidigungsreaktion eines einzelnen Insekts, aber auch um die kollektive Reaktion auf eine Bedrohung der Niststätte handeln.
Im Normalfall reagiert der menschliche Körper auf das Stichgift (etwa das Bienen- oder Hornissengift) dieser Insekten mit einer lokalen Entzündungsreaktion (Schwellung und Rötung), bei einem kleinen Kreis anfälliger Personen besteht darüber hinaus die Gefahr einer allergischen Reaktion.

## Direkte Stichreaktion

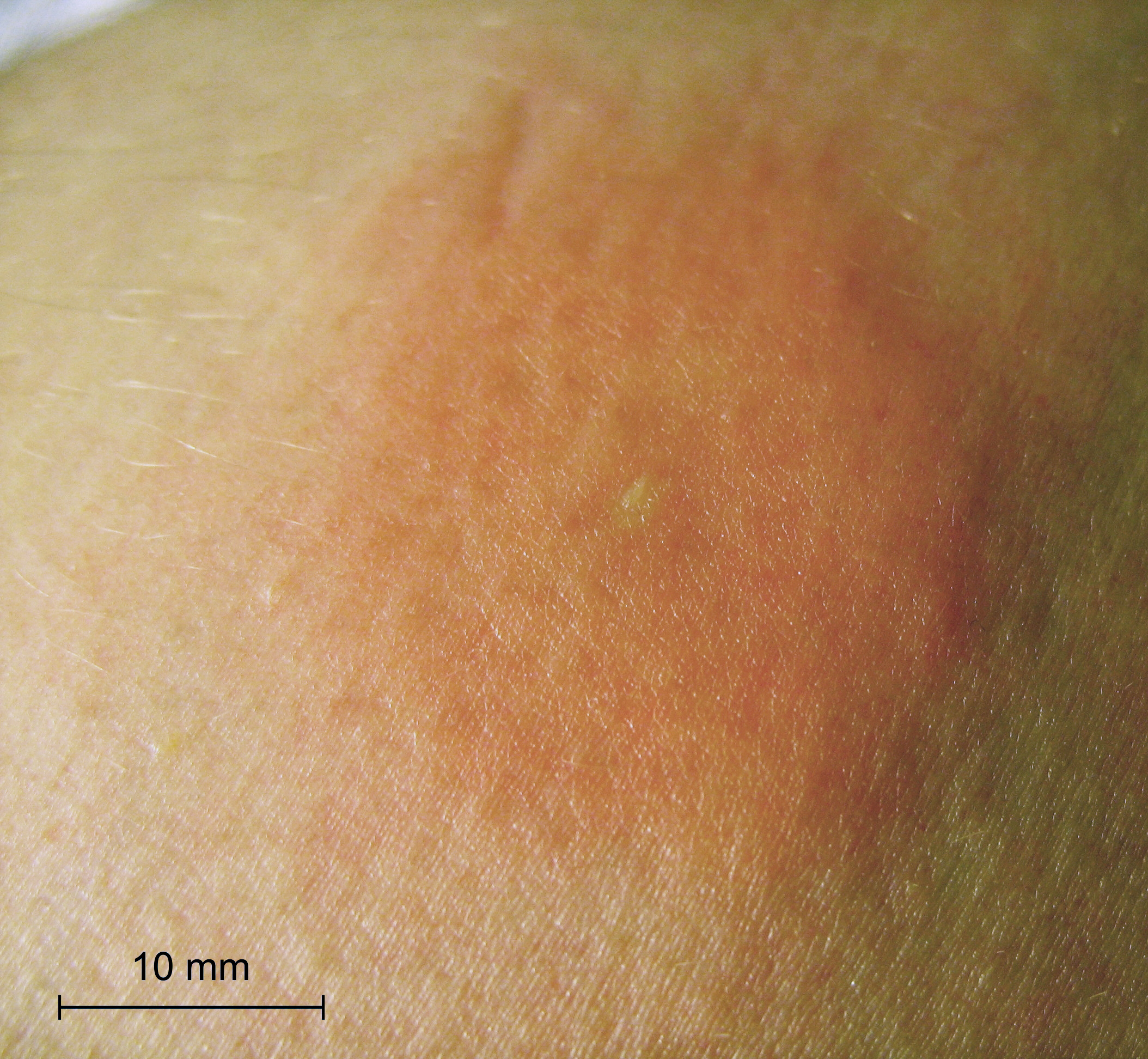
Lokale Stichreaktion

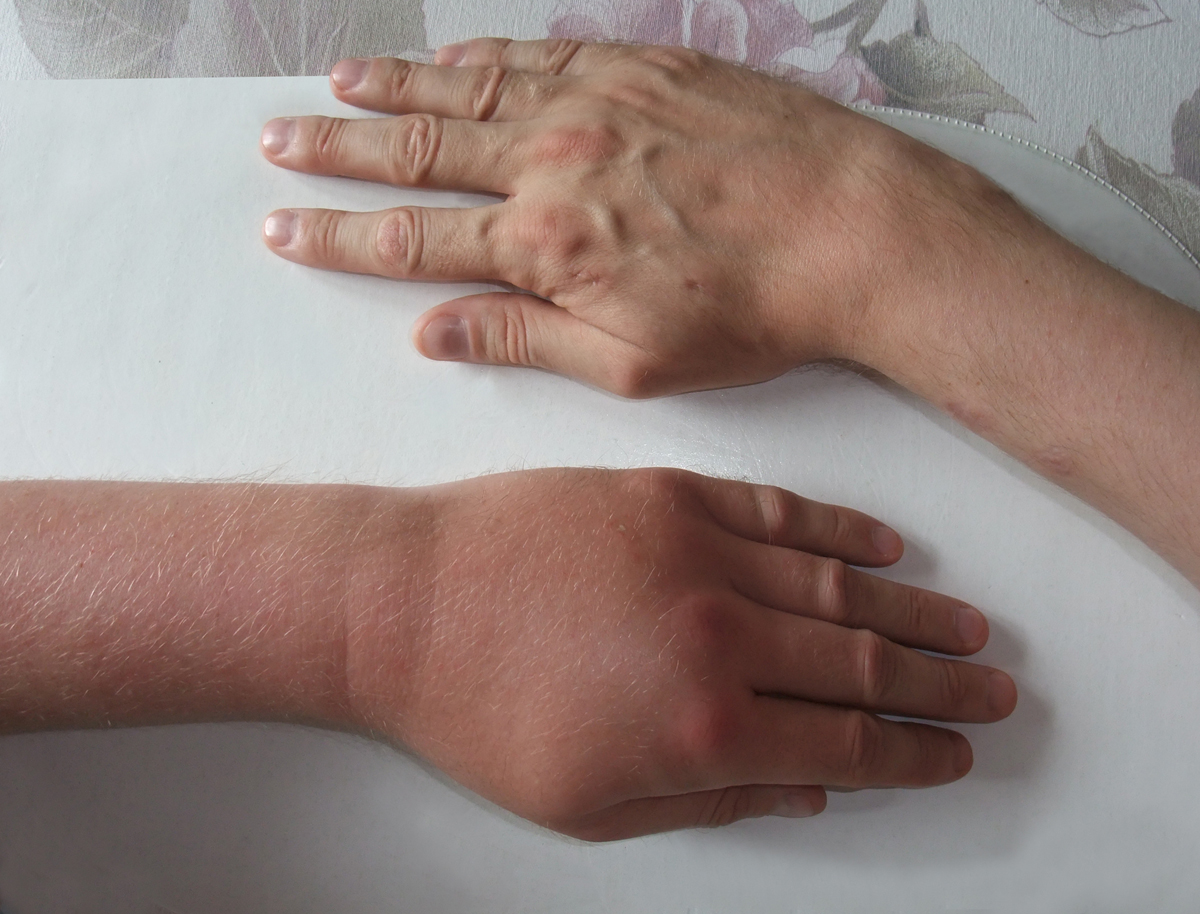
Wespenstich – massive Schwellung nach 2 Tagen

Das Stichgift von Bienen und Wespen verursacht Schmerzen und im späteren Verlauf Juckreiz sowie eine (bei Allergikern mitunter massive) Schwellung, die erst nach einigen Tagen nachlässt. Diese kann bis zu fünf oder sechs Tage anhalten. Am zweiten oder dritten Tag kann die Reaktion am stärksten sein. Gerade die Schwellung kann auslaufend sein und in den Tagen nach dem Stich weiter ausbreiten. Die Wirkung ist jedoch abhängig von der Einstichstelle und der Menge des Giftes, so dass die Reaktion sehr unterschiedlich ausfallen kann. Bei einem Wespenstich kann der Schmerz beispielsweise schon nach einigen Minuten stark nachlassen, aber auch mehrere Stunden anhalten.
Das Gift von Bienen und Wespen, aber auch von Hornissen oder Hummeln ist erst bei mehreren hundert Stichen lebensgefährlich. Dabei kann es durch eine Rhabdomyolyse, Hämolyse, Gerinnungsstörungen und Blutplättchenmangel sowie akutem Leber- und Nierenversagen zu lebensbedrohlichen Zuständen kommen.  Unabhängig davon kann eine Schwellung der oberen Luftwege eine tödliche Gefahr darstellen, wenn dadurch die Atemwege mechanisch verlegt werden. Bei Allergikern dagegen kann bereits ein einziger Stich zu einer allergischen Allgemeinreaktion führen, die potenziell lebensbedrohlich sein kann.

## Allergische Reaktion

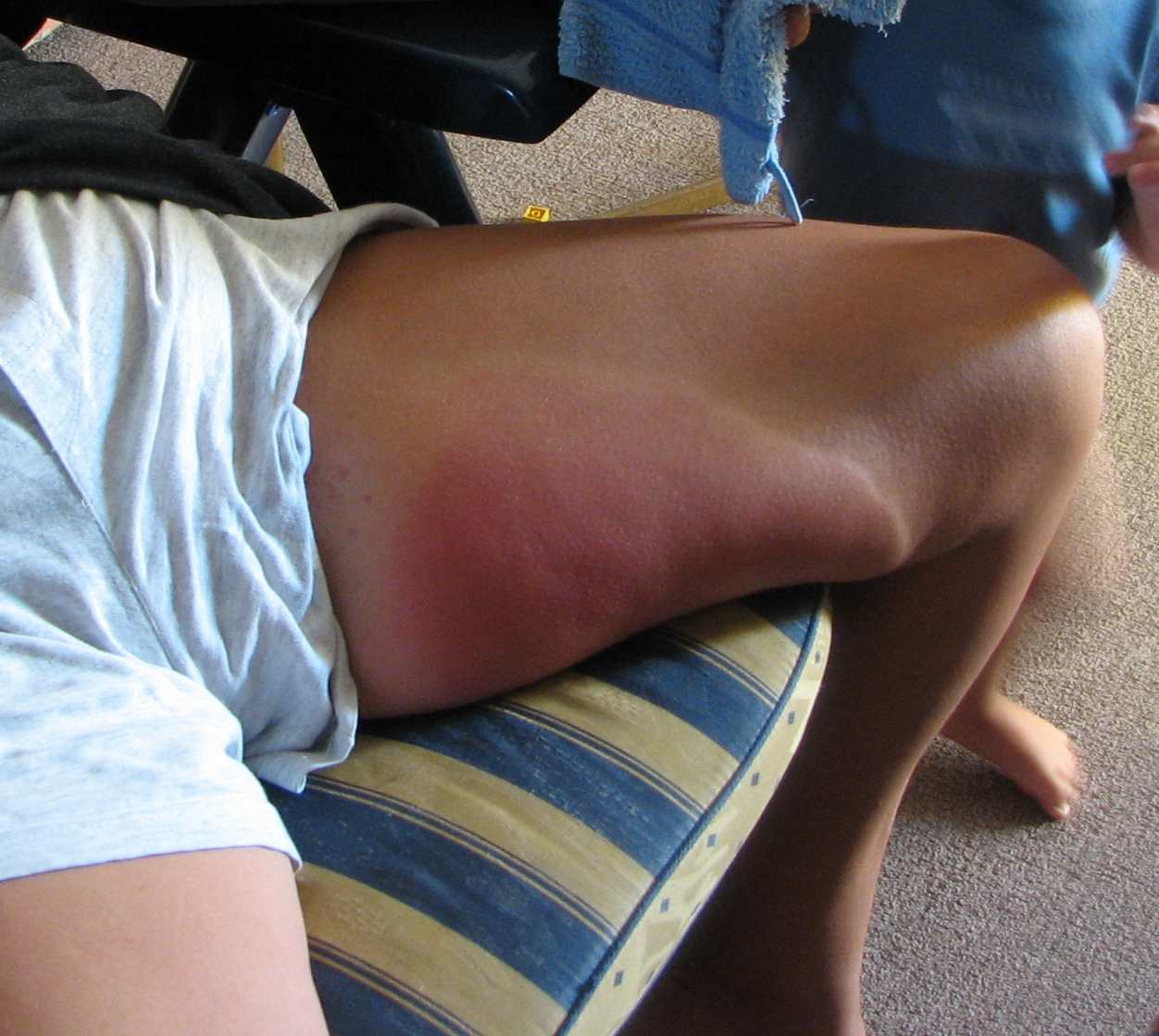
Schwellung und Rötung an der Oberschenkelinnenseite, zwei Tage nach einem Wespenstich

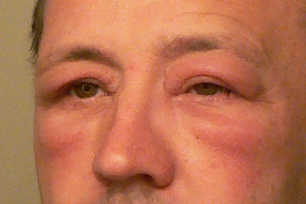
Schwellungen und Rötungen im Gesicht nach Bienenstichen am Kopf

Wenn der Betroffene durch frühere Stiche sensibilisiert ist (Insektengiftallergie), kann durch das Gift bereits eines einzelnen Stiches eine allergische (anaphylaktische) Reaktion ausgelöst werden. Dabei ist eine anaphylaktische Reaktion dadurch definiert, dass es nicht nur zu einer lokal begrenzten Hautreaktion (Rötung, Schwellung, Quaddeln), sondern auch zu Reaktionen im gesamten Körper kommt. Betroffen davon sind schätzungsweise etwa 0,4 bis 0,8 % der Kinder und etwa 3 % der Erwachsenen. Die allergische Reaktion reicht von leichten Allgemeinreaktionen (Übelkeit, Kopfschmerzen, großflächige Hautreaktionen an weit vom Stich entfernten Regionen) und Atemnot bis hin zum lebensbedrohlichen Blutdruckabfall mit Herzrasen und Kreislaufversagen (anaphylaktischer Schock). Eine anaphylaktische Reaktion tritt sehr rasch innerhalb von Minuten bis 5 Stunden nach dem Stich auf, fast immer aber innerhalb der ersten Stunde.

## Diagnostik
Aus dem Blut des Patienten lassen sich Insekten-spezifische IgE-Antikörper nachweisen. Diese lassen sich allerdings schon nachweisen, wenn Personen irgendwann einmal von dem entsprechenden Insekt gestochen wurden. Eine zweizeitige Antikörperbestimmung kann durch eventuellen Titeranstieg Rückschlüsse auf das verantwortliche Insekt zulassen. Auch eine Differentialdiagnose zwischen Biene und Wespe ist mittels moderner molekularer IgE-Allergiediagnostik möglich. Um eine fragliche Anaphylaxie nach Bienen- oder Wespenstich abzuklären, bietet sich auch der Basophilen-Stimulationstest an.

## Behandlung
Erstmaßnahme bei Bienenstichen ist die sofortige Entfernung des Stachels und sofortige Kühlung. Zusätzlich ist ein Abmildern der Symptome durch lokale Hyperthermie mittels eines Wärmestifts nachgewiesen (punktuelle Erwärmung der betroffenen Hautstelle mit 50 bis 60 °C für 3 bis 10 Sekunden). Lokale Cremes oder Gele mit einem Antihistaminikum helfen gegen Juckreiz und Schwellung. Kortikoide sind nur bei allergischen Reaktionen hilfreich. Bei deutlicher Schwellung an Arm oder Bein ist eine Hochlagerung sinnvoll.
Bei allergischen Reaktionen ist eine Behandlung mit entsprechenden Medikamenten (Adrenalin, Antihistaminika, Kortikoide) notwendig, bei einer ausgeprägten Anaphylaxie als notärztliche Behandlung. Hierbei steht vor allem die Therapie des Kreislaufversagens mit Adrenalin im Vordergrund. Daher können Risikopersonen eine Adrenalin-Fertigspritze als Notfallset zur Selbstanwendung mit sich tragen. Dauerhaft kann das Risiko durch eine Immuntherapie, die allerdings drei bis fünf Jahre dauert, reduziert werden. Durch Vorsichtsmaßnahmen lässt sich das Stichrisiko vermindern. Dazu zählen unter anderem das Unterlassen aggressiver Bewegungen und das Meiden von Blüten, Fallobst, Süßgetränken, Wiesen u. a.

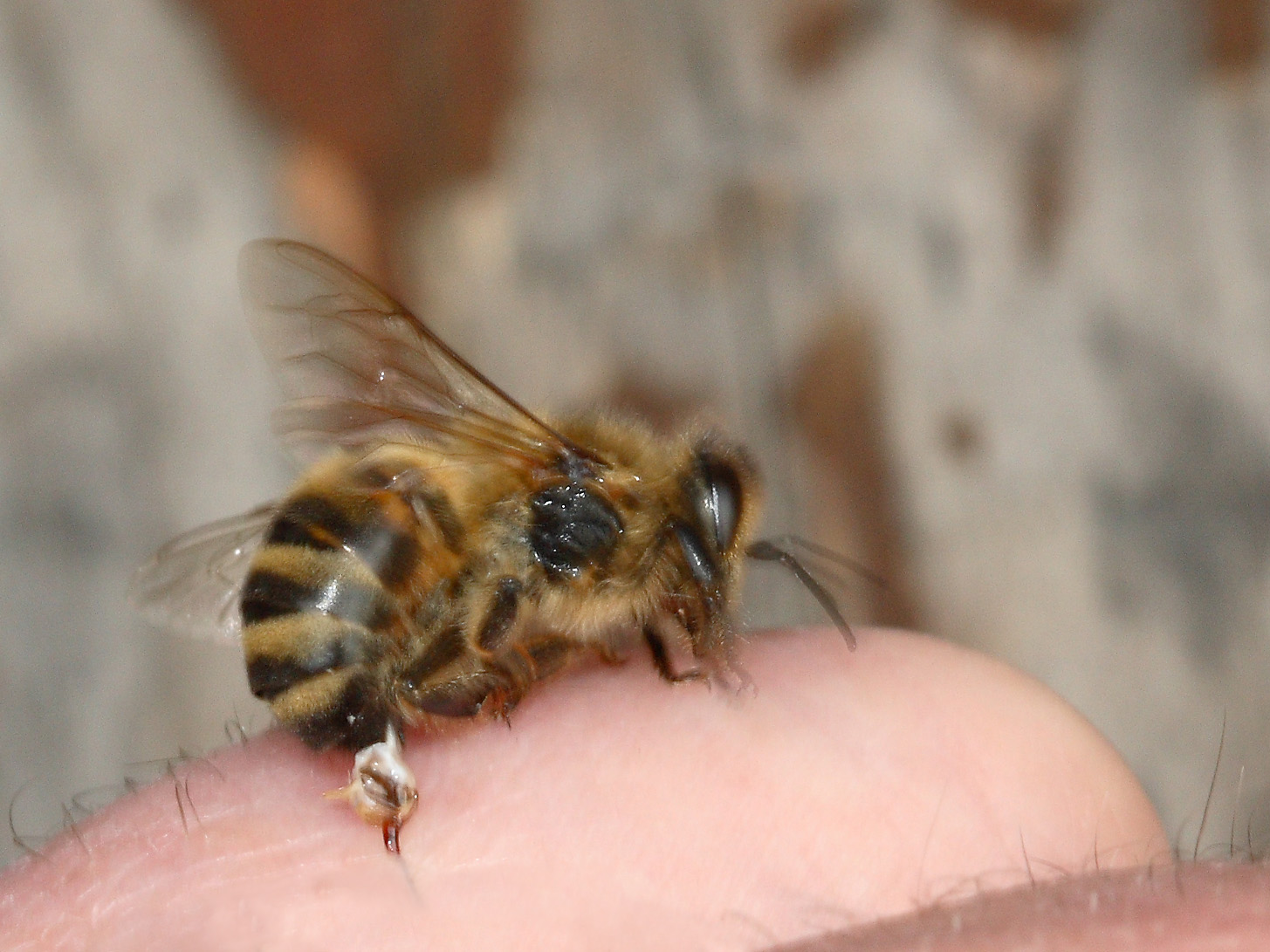
Bienenstich. Der Stachel bleibt in der Haut stecken.
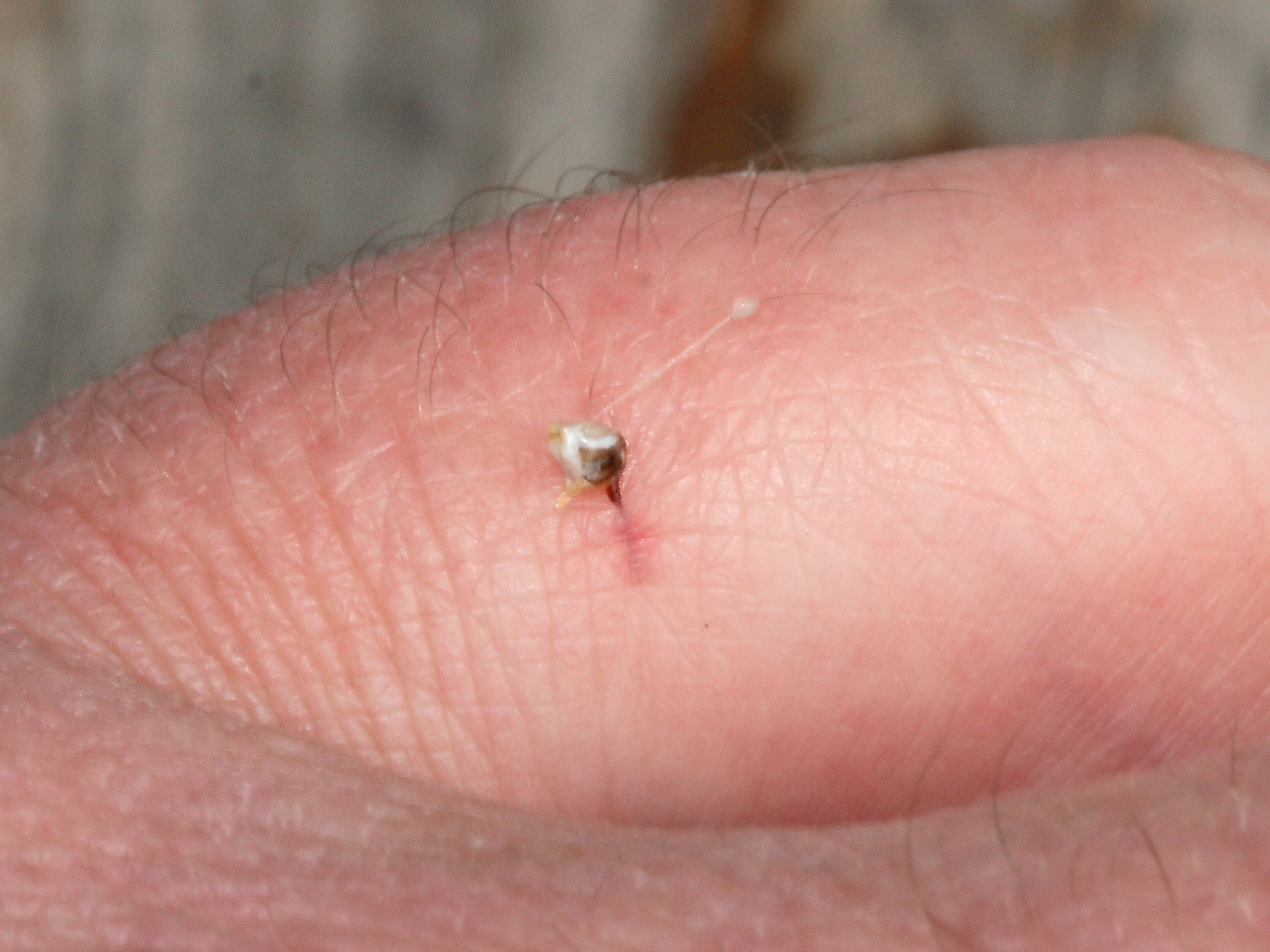
Stachel an der Stichstelle
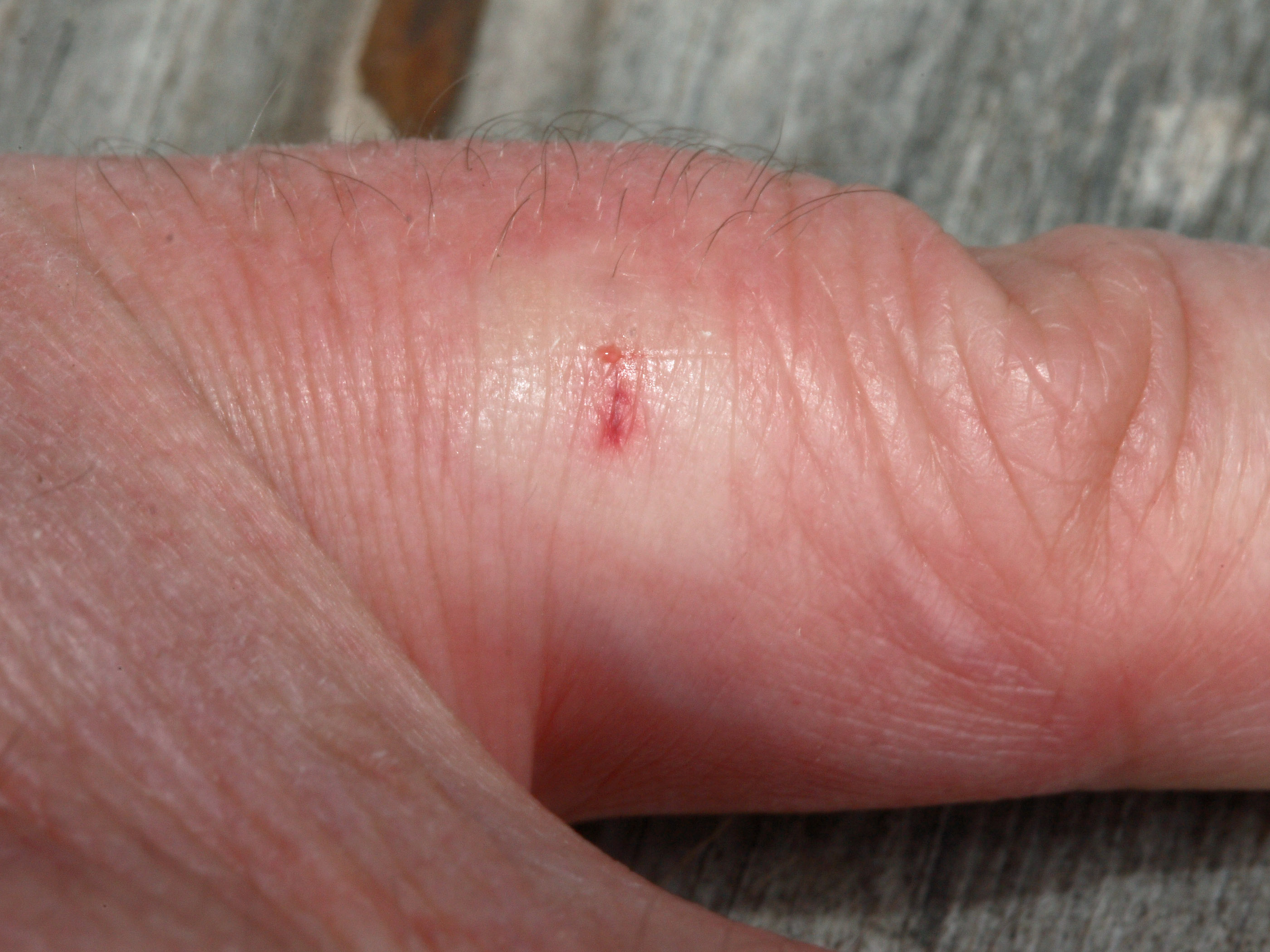
Nach Entfernung des Stachels